# Psectra graeffei
Psectra graeffei is een insect uit de familie van de bruine gaasvliegen (Hemerobiidae), die tot de orde netvleugeligen (Neuroptera) behoort. 
Psectra graeffei is voor het eerst wetenschappelijk beschreven door Brauer in 1867.